# Констанс Кольєр
Лора Констанс Гарді (англ. Laura Constance Hardie), відома як Констанс Кольєр (англ. Constance Collier, 22 січня 1878 — 25 квітня 1955) — британська акторка, педагог з акторської майстерности та дикції, популярна при переході від німого до звукового кіно, сценаристка та театральна режисерка. Наставниця Колін Мур, Луїзи Райнер, Одрі Гепберн та Мерилін Монро.

## Біографія
Народилася в 1878 році в місті Віндзор, графство Беркшир.
Як акторка дебютувала в три роки, зігравши фею в шекспірівській п'єсі «Сон в літню ніч». У 1893 році вступила в танцювальну трупу лондонського театру Гайеаті, де незабаром досягла значних успіхів. Великим проривом для неї стала роль Клеопатри в шекспірівської трагедії «Антоній і Клеопатра», поставленій на сцені Театру Її Величності в 1906 році.
Через два роки Констанс Кольєр успішно себе показала в п'єсі «Таємниця Едвіна Друда», заснованій на однойменному незакінченому романі Чарльза Діккенса. В тому ж році вирушила у перше театральне турне Сполученими Штатами, під час якого дебютувала на Бродвеї. Під час своєї другої поїздки в США в 1916 році акторка вперше з'явилася на великому екрані, знявшись у 4-х німих картинах, однією з яких була головна роль в екранізації п'єси «Макбет». Кольєр також з'явилася в епізодичній ролі в кіноепопеї Девіда Гріффіта «Нетерпимість».
У 1905 році одружилася з ірландським актором Джуліаном Бойлзом, колегою по театральній сцені. Їх шлюб тривав до ранньої смерті чоловіка від грипу в 1918 році.
У 1920-х роках Констанс Кольєр підтримувала тісні дружні відносини з Айвором Новелло, в співавторстві з яким в 1924 році опублікувала п'єсу «Щури», а в 1927 році Альфред Гічкок екранізував їх спільний твір «По похилій». Кар'єра Кольєр в якості сценаристки також ознаменувався співпрацею з Дімсом Тейлором над лібрето опери «Пітер Іббетсон», поставленої в Метрополітен-опера в 1931 році.
Після переїзду в США в кінці 1920-х років Кольєр продемонструвала себе як педагог з акторської майстерности, виступивши в 1935 році наставницею Луїзи Райнер, яка перебралася до Голівуду і якій Кольєр допомагала у вивченні англійської мови і освоєнні навичок акторської майстерності в кіно. Її іншими знаменитими ученицями були акторки Коллін Мур і Кетрін Гепберн, з якою Кольєр також пов'язувала багаторічна дружба. Як педагог і вчителька дикції Кольєр була дуже затребувана на початку 1930-х, коли відбувався перехід від німого кіно до звукового, і багатьом акторам була необхідна допомога в адаптації до нових ролей.
Всі ці роки Констанс Кольєр не припиняла і власну акторську кар'єру, багато граючи на Бродвеї, а також знімаючись на великому екрані. Вона з'явилася в таких фільмах, як «Дівочі страждання» (1937), «Двері на сцену» (1937), «Кітті» (1945), «Темний кут» (1946), «Небезпечні пригоди Поліни» (1947) і «Мотузка» (1948).
Констан Кольєр померла в Нью-Йорку в 1955 році у віці 77 років. Її внесок в американську кіноіндустрію відзначений зіркою на Голлівудській алеї слави, закладеною в 1960 році.